# ロライマ山
ロライマ山（ロライマさん、スペイン語: Monte Roraima [ˈmonte roˈɾaima], ポルトガル語: Monte Roraima [ˈmõtʃi ʁoˈɾajmɐ]）はギアナ高地のベネズエラ、ガイアナ、ブラジルの三つの国境にまたがっているテーブルマウンテンである。

## 概要

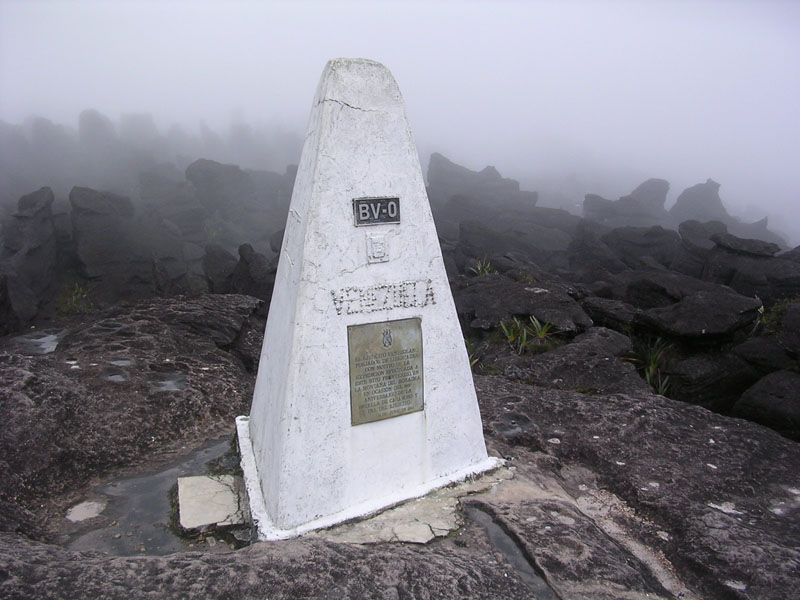
トリプルポイントの碑

ベネズエラのカナイマ国立公園内に位置し、標高 2,810 メートル。ロライマはペモン族の言葉で偉大という意味。サバンナの真中に、1,000 メートル近く切り立った壁は、遠くから見ると陸に浮かぶ軍艦にも形容される。各大陸のプレートテクトニクス活動で、ギアナ高地付近は移動の回転軸にあたると考えられている。このため火山噴火や地震などの地質学的な変化の影響をほとんどうけず、ゴンドワナ大陸の頃の、地球では最古の岩盤がそのまま残っていると言われている。
ペモン族は、テーブルマウンテン形状の山をテプイと呼ぶが、なぜかロライマと隣のテーブルマウンテンクケナン山の2つだけはテプイと呼称しない。理由は不明であるが、彼らの信仰に由来していると考えられている。
下界を拒絶するように熱帯のジャングルにそそり立つこの山は、数世紀にわたる探検家の探索によって、頂上に上るルートが発見されている。山頂には、一面に水晶が落ちているクリスタル・バレーや、岩に穴があいたベンターナなどもある。山頂の一角には、ベネズエラ・ブラジル・ガイアナの国境3つが交わるトリプルポイント（三国国境）が存在する。

## 気候
カリブ海からの湿った空気が常に入り込んでくる。このため、常に湿度が高く、頂上の気候は目まぐるしく変化する。大雨が降ったり、晴れたと思うとすぐに濃い霧がでたりと、同じ天候が10分と持たない。

## 生態系
頂上は荒涼とした岩だらけの世界で、熱帯にありながら 3,000 メートル近い高さと苛酷な環境は樹木の生育を許さず、降り続く雨は植物に必要な土を洗い流してしまう。アイスクリームを舐めている猿や象の形をした奇怪な岩は、激しい雨と吹きすさぶ風が岩を削り取って、できあがったものである。このため土壌から栄養分を取れないためか、食虫植物が数多く自生し、水があれば苔類は生きることができるため、スポンジのように水を蓄え、食虫植物が育つように場所を提供し、生育している。ギアナ高地固有の食虫植物であるヘリアンフォラ属の種はここで最初に発見された。また、水かきがなく、泳ぐこともはねることもできず、卵からオタマジャクシにならずカエルのままふ化するカエルの一種で体長 4 センチメートル程度のオリオフリネラが数多く生息している。このオリオフリネラは、隣のクケナン山とロライマ山にしか生息していない。このため、2つの山は昔は一つではなかったかと推測されている。

## 歴史
記録に残る初登頂は、1884年12月18日、イギリスの植物学者であったイム・トゥルンとハリー・パーキンスによる。しかし、ヨーロッパ人ではじめてロライマを発見したのは、ドイツ人の探検家、ロバート・スコムバーグで1838年のことである。
初登頂を行ったイム・トゥルンはイギリスに帰国後、その時に撮影した写真を用いた講演会を開く。その聴講者のなかにたまたま、アーサー・コナン・ドイルがいた。ドイルはロライマの風景に感激し、自身のSF小説『失われた世界』の舞台にした。

## 登山
テーブルマウンテンの中では比較的登山しやすい。麓のサンフランシスコ・デ・ユルアニから5泊6日の日程で登ることができる。しかし雨季になると、クケナン山から流れ落ちるクケナン川が増水し、近づくことができない。ブラジル側から登山する時はボア・ヴィスタを拠点に登頂するのが一般的で6泊7日程の日程で登ることができる。